# Annibale Castelli
Annibale Castelli, né à Bologne en 1570 et mort en 1620, est un peintre italien actif principalement en Émilie-Romagne.

## Biographie
Peu d'éléments sont connus sur ce peintre. Il a été l'élève de Pietro Faccini. Il a peint la Résurrection de Lazare pour l'église San Paolo Maggiore à Bologne et une Madone de Lorette avec l'Enfant et les Saints (1603) pour une église de Mirandola.
Un Martyre de sainte Cécile lui est également attribué au Musée d'Art moderne du Havre,, ainsi qu'un tableau représentant Les Noces de Cana au Musée Fabre de Montpellier
Son iconographie semble être essentiellement religieuse et exécutée à la fois à l'huile et à fresque.

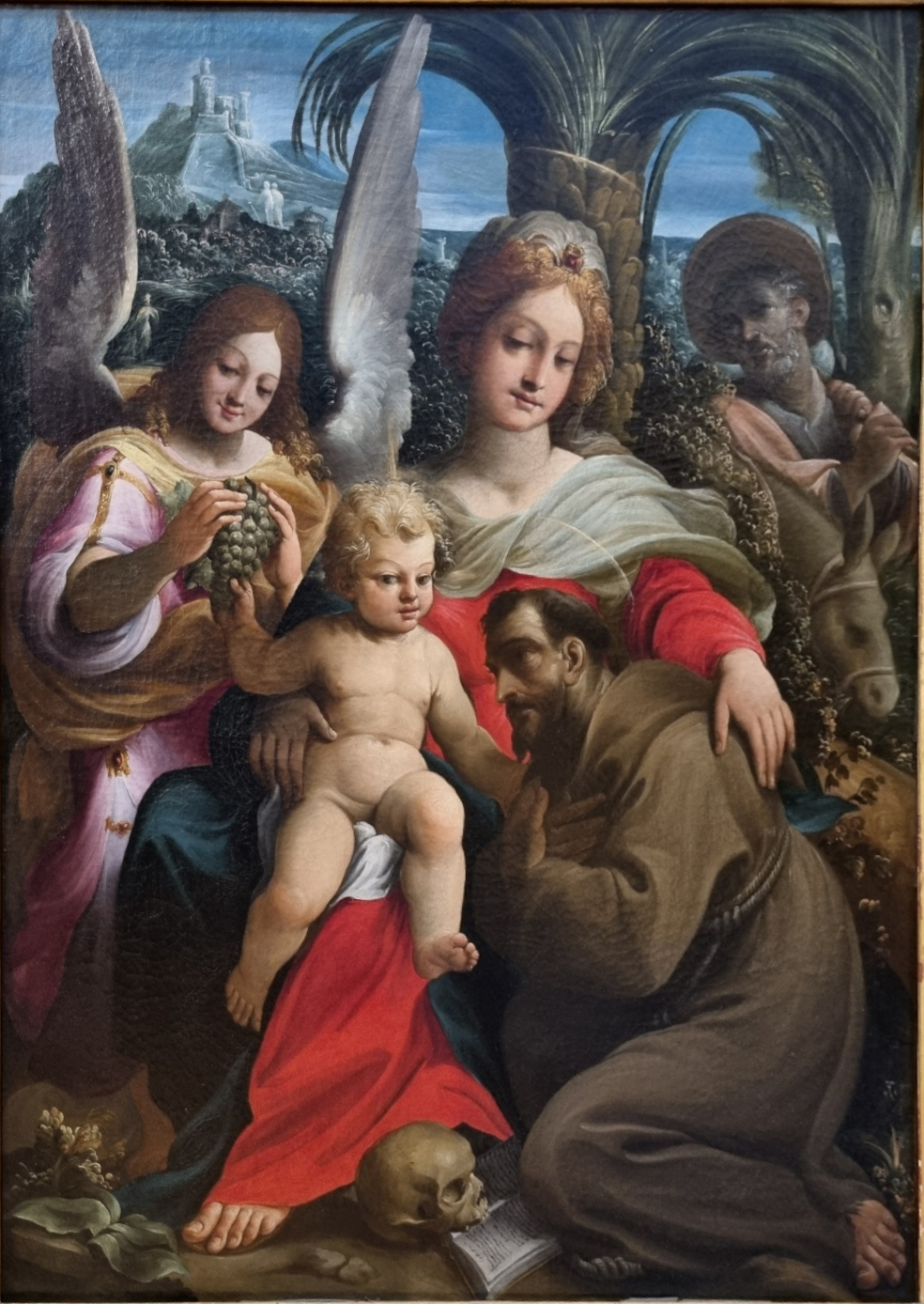
Saint François d'Assise adorant l'Enfant, Musée Magnin, Dijon.
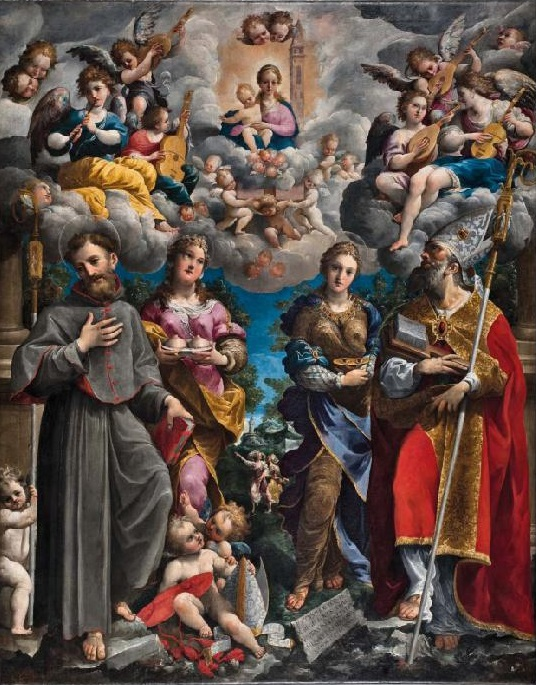
Madone de Lorette avec Enfant et Saints, église saint-François-d'Assise de Mirandola.
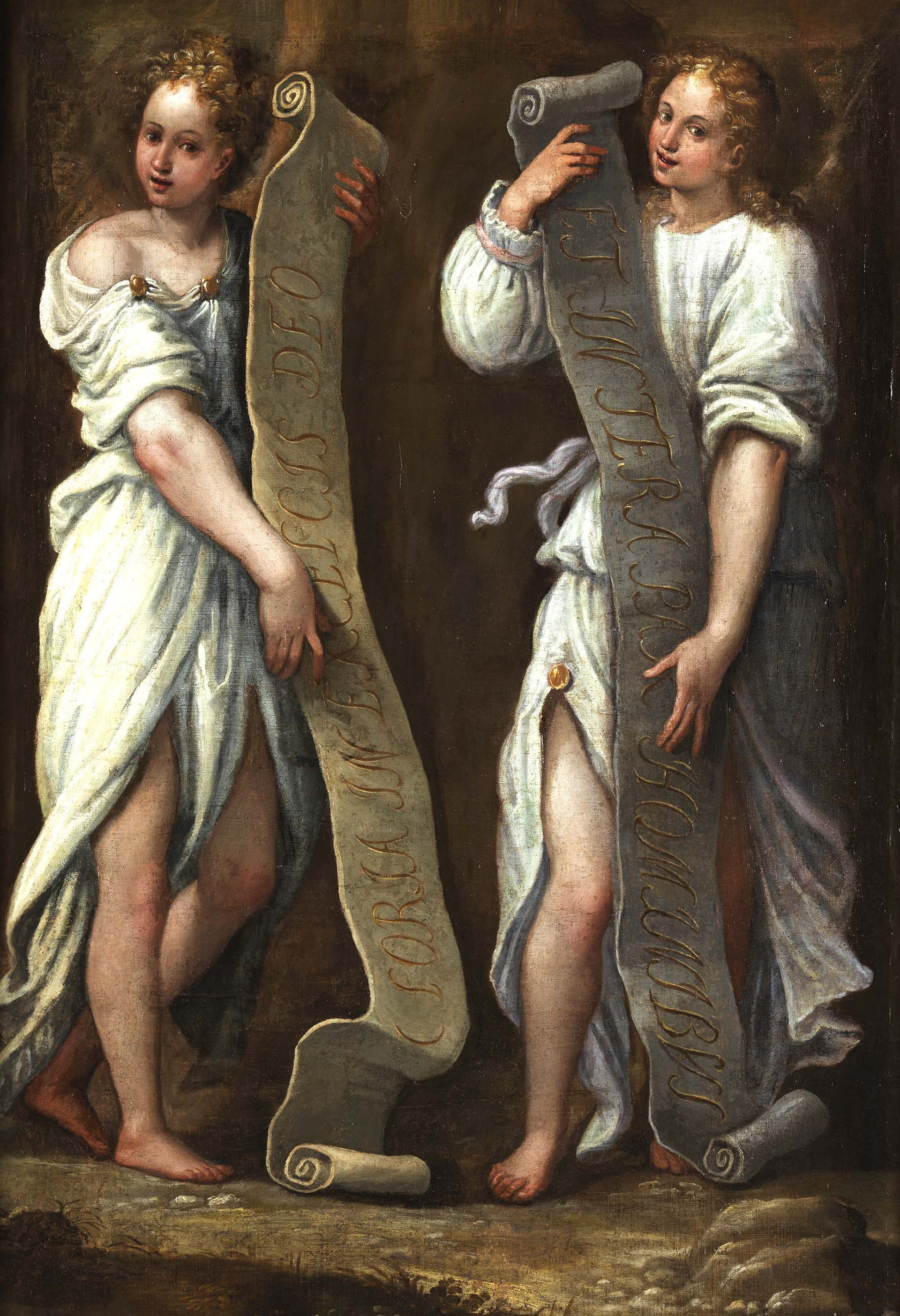
Deux Anges.
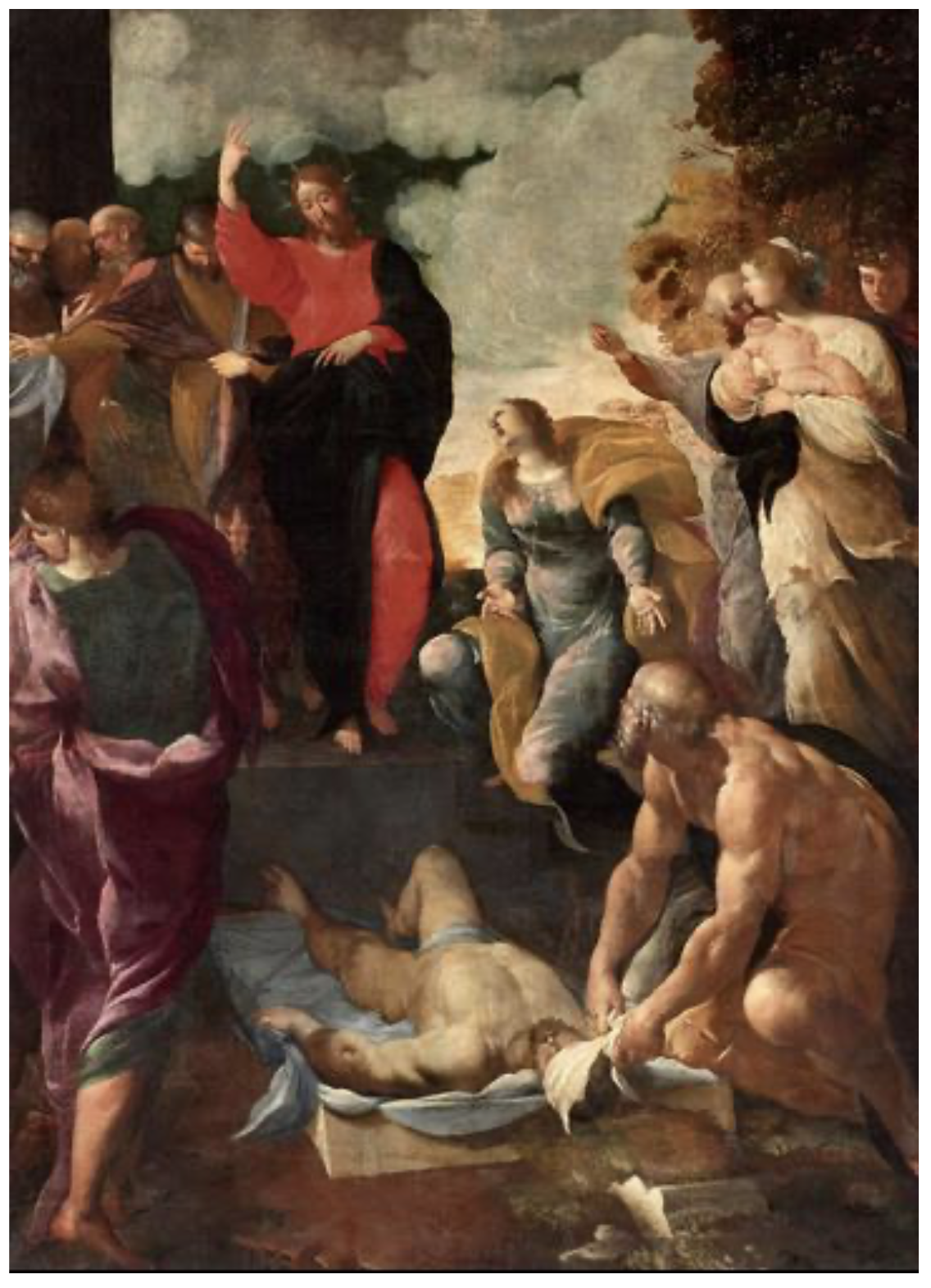
Résurrection de Lazare, église Saint-Paul-Majeur, Bologne.